# Mobarakmoskee

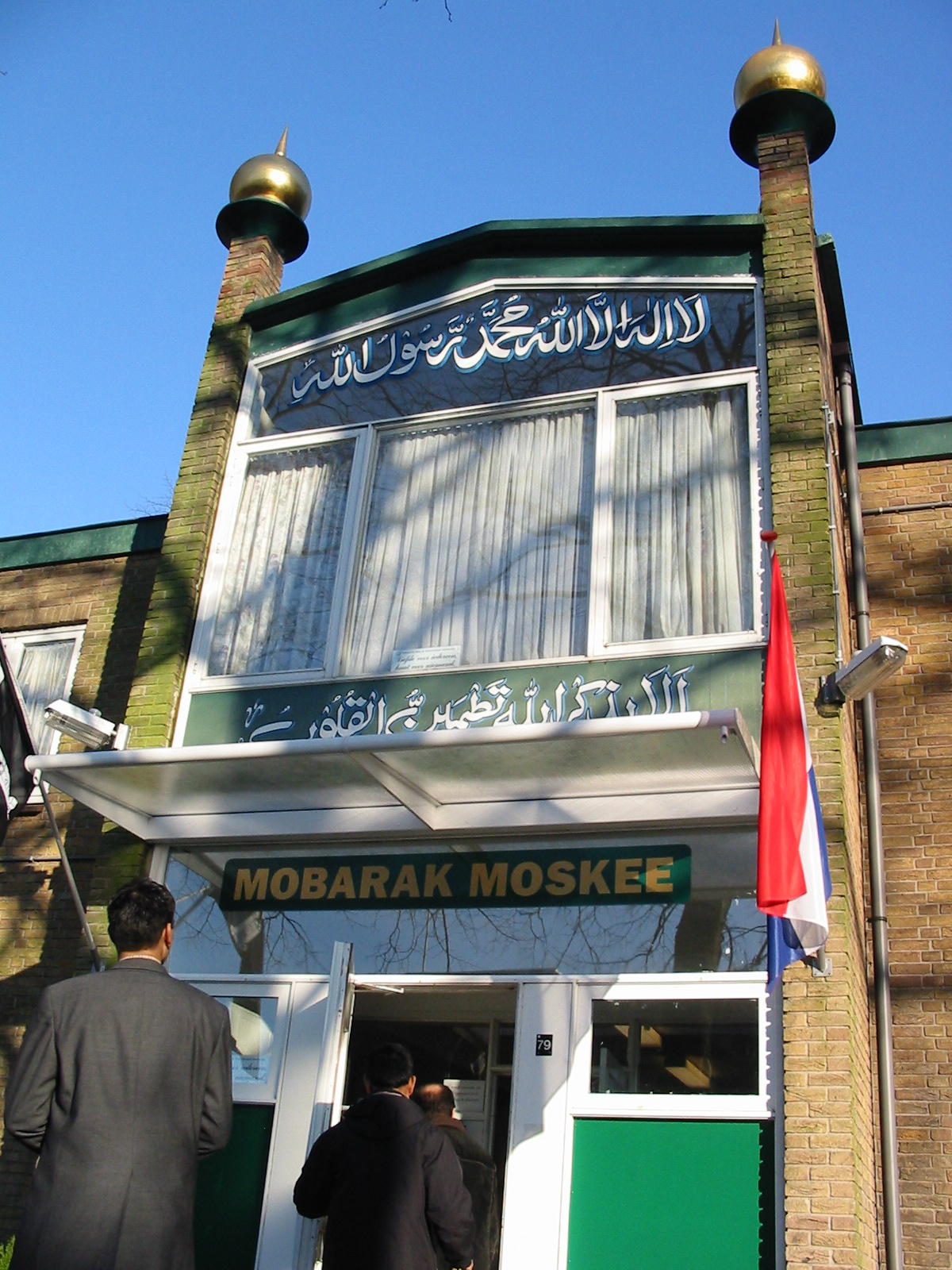
Mobarak Moskee

De Mobarakmoskee, gelegen aan de Oostduinlaan 79 in Den Haag, was de eerste moskee in Nederland. De moskee is eigendom van de Ahmadiyya Moslim Gemeenschap.
De Ahmaddiyya Moslim Gemeenschap kwam naar Nederland in 1947; Hafiz Qudrat-Ullah was de eerste missionaris.
De grond voor de moskee werd aangekocht in 1950⁣, maar de eisen van de welstandscommissie van de gemeente Den Haag waren streng, daardoor kon de bouw pas in 1955 beginnen. De welstandscommissie vond dat het gebouw, dat op de oorspronkelijke tekening vier minaretten had, niet in de omgeving paste. Het ontwerp van de moskee werd zo vaak aangepast dat het gebouw aanvankelijk meer leek op een villa in de stijl van de Delftse School. De moskee werd gebouwd naar een ontwerp van de Voorburgse architect Frits Beck; vrouwen van de moskeeleden hadden geld voor de bouw ervan verzameld.
De eerste steen werd op 20 mei 1955 gelegd door Muhammad Zafrullah Khan, voormalig minister van Buitenlandse Zaken van Pakistan en toen president van het Internationaal Gerechtshof in Den Haag. De plechtige opening vond plaats op 9 december 1955, ook door Muhammad Zafrullah Khan.
Pas later kreeg de Mobarakmoskee een herkenbaar uiterlijk. Sinds de jaren zestig heeft het gebouw twee kleine koepeltorentjes op het dak en staat de naam Mobarakmoskee in het Nederlands en het Arabisch op de voorgevel. Inmiddels heeft de moskee drie minaretten.
In 1987 brak er brand uit. Bij de herstelwerkzaamheden werd het pand aan de achterzijde uitgebreid.
Op 2 juni 2006 bezocht koningin Beatrix de Mobarakmoskee om het 50-jarig bestaan van het bouwwerk te vieren. Ter ere van dit jubileum werd een minaret gebouwd.